# Johan Ranneft

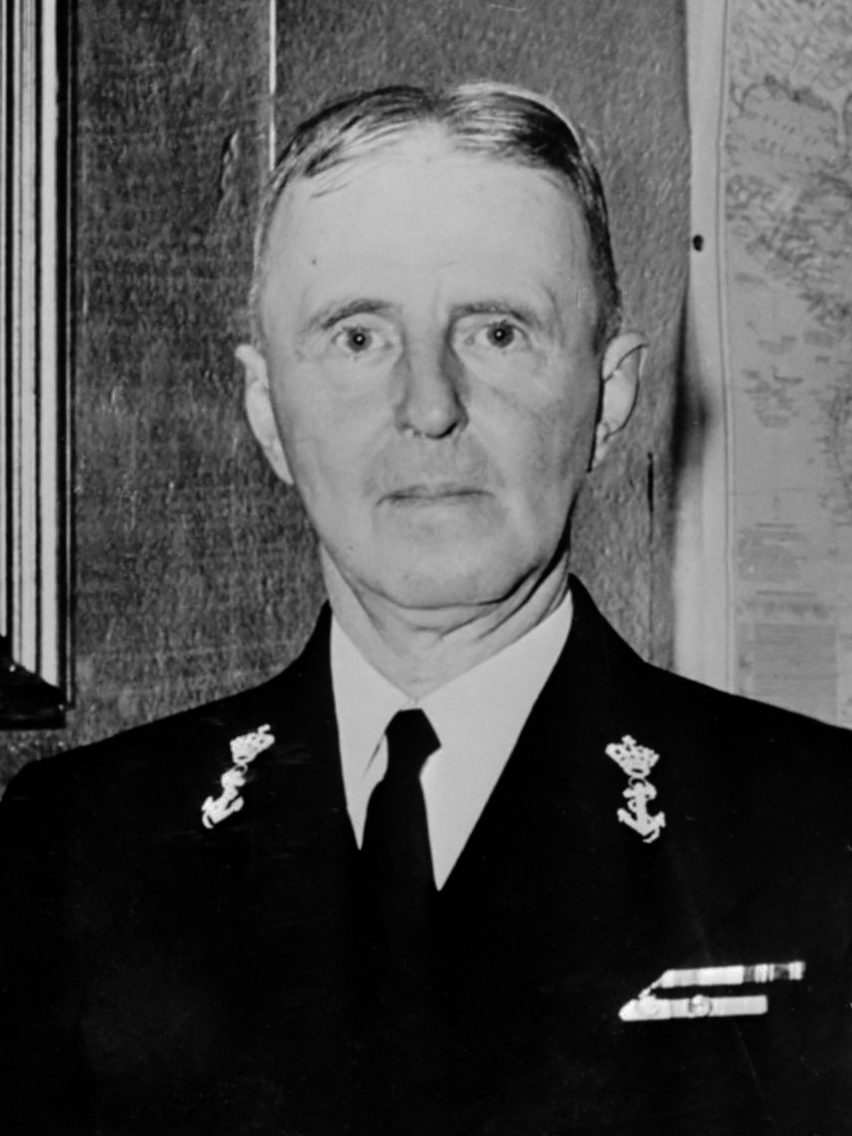
J. E. Meijer Ranneft als Marineattaché in Washington (1942)

Johan Everhard Meijer Ranneft (* 25. Januar 1886 in Semarang auf Java; † 20. Januar 1982 in Houston, Texas) war während des Zweiten Weltkriegs ein Konteradmiral (niederländisch Schout-bij-nacht) der Koninklijke Marine (deutsch „Königliche Marine“), also der Seestreitkräfte des Königreichs der Niederlande.

## Leben
Geboren auf der ehemals zum niederländischen Kolonialreich in Ostindien gehörenden Insel Java, durchlief Ranneft eine steile Karriere in der  niederländischen Marine. Am 16. September 1909 wurde er zum Leutnant zur See befördert. Dem folgten am 6. März 1919 die Beförderung zum Korvettenkapitän, am 1. September 1929 zum Fregattenkapitän, am 1. August 1933 zum Kapitän zur See und schließlich am 16. Januar 1942 zum Konteradmiral. Ab 1. April 1938 war er Militärattaché in der amerikanischen Hauptstadt Washington, D.C., und damit der erste niederländische Offizier in dieser Funktion überhaupt.
Während des Zweiten Weltkriegs fungierte er als Verbindungsoffizier zwischen der US Navy und der Königlich Niederländischen Marine. Unter anderem war er für die Beschaffung von 40-mm-Bofors-Geschützen zuständig. Auch nach dem Krieg blieb er weiter in dieser Funktion. Am 1. Juni 1947 beendete er seine Tätigkeit als Militärattaché und ging fünf Monate später, am 1. November 1947, in den Ruhestand.
Admiral Johan Everhard Meijer Ranneft starb im Alter von 95 Jahren in den USA.

## Ehrungen

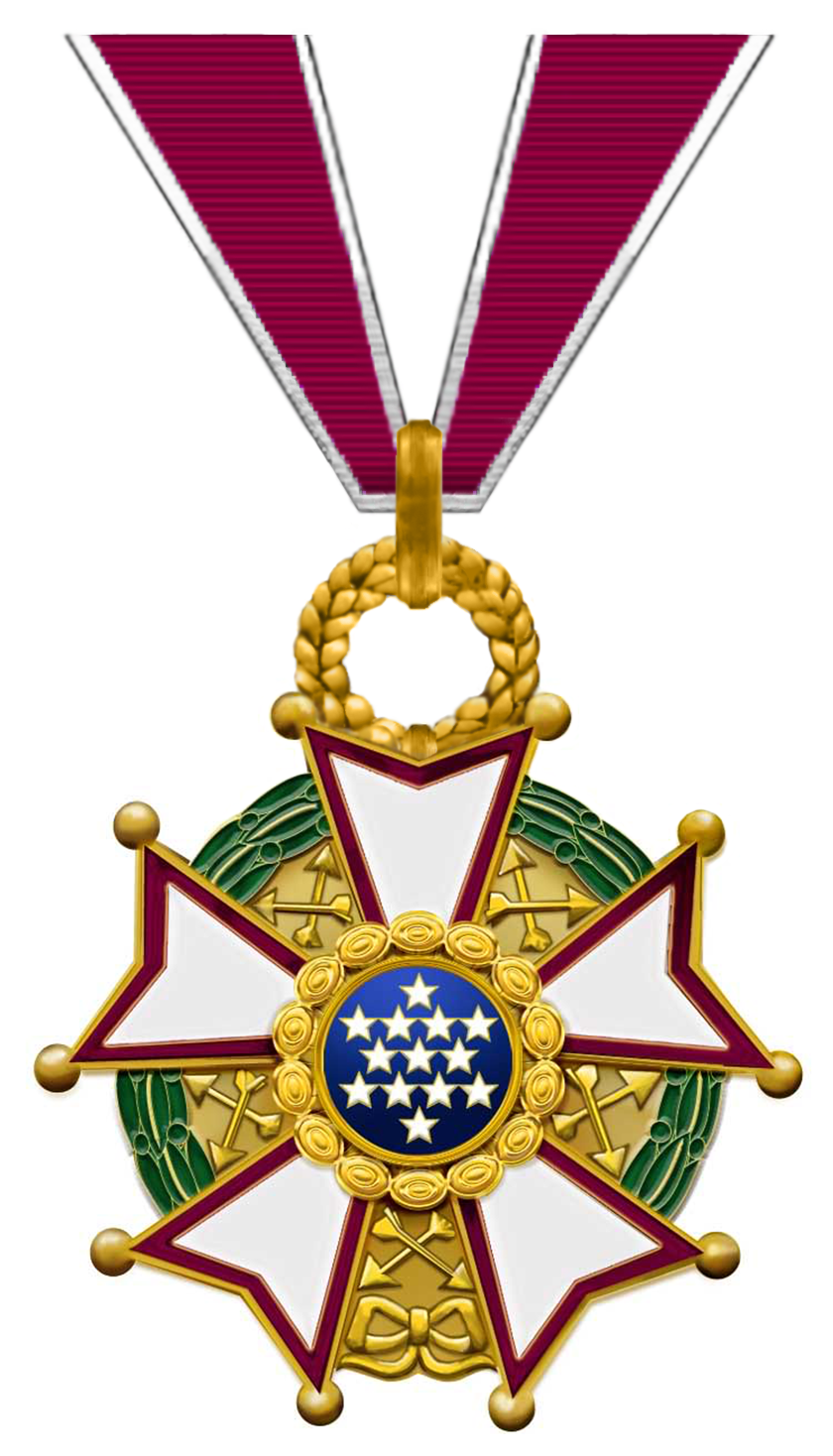
Der Orden eines Commanders der Legion of Merit ist neben der Medal of Honor der einzige militärische Orden der Vereinigten Staaten, der als Halsorden getragen wird.

Ranneft war Träger einer Vielzahl von niederländischen und auch internationalen Orden und Ehrenzeichen. Dazu gehören der Orden vom Niederländischen Löwen, der Orden von Oranien-Nassau, der Orden vom Schwarzen Stern (Frankreich), der Orden der Krone von Italien und der Russische Orden der Heiligen Anna. Am  21. August 1946 empfing er aus der Hand von Flottenadmiral Chester Nimitz den amerikanischen Verdienstorden Legion of Merit (Bild) in der zweithöchsten Rangstufe eines Kommandeurs.